# Rudine (gmina Tuzi)
Rudine (cyr. Рудине) – wieś w Czarnogórze, w gminie Tuzi. W 2011 roku liczyła 10 mieszkańców.